# Palo de los pobres
El palo de los pobres, (palu lus probes, en asturleonés patsuezu), también denominado la vereda los pobres o  el palo de mesón, fue una costumbre leonesa constatada en diversas localidades de esta provincia española que imponía a los vecinos la obligación tácita por turnos de dar cena y posada durante la noche al forastero, generalmente mendigos y peregrinos, que lo solicitase.

## Simbología
El elemento que servía como eje para esta costumbre se trataba de un palo o una tabla, que en ocasiones podía tener una cruz tallada o colgar de una cuerda, cuya función era la de identificar a la familia que debía asumir en su correspondiente turno la hospitalidad para con el forastero que la solicitase. Una vez transcurrida esa noche, la familia devolvía el palo al regidor de la localidad para que este se lo cediera a la siguiente familia.

## Procedimiento habitual
El forastero era agasajado con una cena que podía consistir en cocido o un plato de sopas de ajo, en caso de que el visitante gozase de buena presencia podría sentarse a la mesa y cenar con la familia, en caso contrario cenaría solo para, a continuación, pasar la noche en el pajar o granero de la casa. En algunos casos, los anfitriones, por motivos de seguridad, se aseguraban de que el visitante no portase cerillas o mecheros antes de acceder al pajar.